# Macrocystis pyrifera
Macrocystis pyrifera, thường được biết đến như tảo bẹ khổng lồ, là một loài tảo bẹ (tảo nâu lớn), và là một trong bốn loài của chi Macrocystis. Tảo bẹ khổng lồ phổ biến ở vùng biển nông phía đông Thái Bình Dương, từ bắc Baja California tới đông nam Alaska, và cũng được tìm thấy ở vùng biển phía nam gần Nam Mỹ, Nam Phi, và Australia. IMội cá thể có thể phát triển đến chiều dài 45 mét (148 ft) với tốc độ tới 2 foot (61 cm) mỗi ngày. Tảo bẹ khổng lồ mọc thành một đám rất dày đặc được gọi là rừng tảo bẹ, là nhà của nhiều loài động vật biển dùng tảo bẹ làm thức ăn hay nơi trú ẩn. Đây là một nguồn giàu iod, kali, và các chất khoáng khác, nhưng sản phẩm thu được chủ yếu từ tảo bẹ khổng lồ là alginate.

## Mô tả
Macrocystis pyrifera là loài tảo lớn nhất. Giai đoạn sống thường được nhìn thấy là thể bào tử tồn tại lâu năm. Tảo bẹ khổng lồ được gọi như vậy vì kích thước khác thường của nó. Có những cá thể có thể phát triển đến 50 mét (160 ft).
Một loài họ hàng và tương tự, như nhỏ hơn nhiều của M. pyrifera là M.integrifolia, chỉ dài khoảng 6 mét (20 ft). M.integrifolia được tìm thấy ở vùng biển Thái Bình Dương của Bắc Mỹ (British Columbia tới California) và Nam Mỹ.

## Phát triển
M.pyrifera là một trong những sinh vật lớn nhanh nhất thết giới. Chúng có thể phát triển thêm 0,6 mét (2 ft) mỗi ngày để đặt chiều dài 45 mét (148 ft) trong một mùa sinh trưởng.